# Mianmar a 2013-as úszó-világbajnokságon
Mianmar három úszóval vett részt a 2013-as úszó-világbajnokságon, akik hat versenyszámban indultak.

## Úszás
Férfi
| Versenyző    | Verseny               | Selejtező | Selejtező | Elődöntő          | Elődöntő          | Döntő             | Döntő             |
| Versenyző    | Verseny               | Idő       | Helyezés  | Idő               | Helyezés          | Idő               | Helyezés          |
| ------------ | --------------------- | --------- | --------- | ----------------- | ----------------- | ----------------- | ----------------- |
| Lin Tin Kyaw | 50 méteres mellúszás  | 33.89     | 71        | Nem jutott tovább | Nem jutott tovább | Nem jutott tovább | Nem jutott tovább |
| Lin Tin Kyaw | 100 méteres mellúszás | 1:18.24   | 74        | Nem jutott tovább | Nem jutott tovább | Nem jutott tovább | Nem jutott tovább |

Női
| Versenyző          | Verseny                   | Selejtező | Selejtező | Elődöntő          | Elődöntő          | Döntő             | Döntő             |
| Versenyző          | Verseny                   | Idő       | Helyezés  | Idő               | Helyezés          | Idő               | Helyezés          |
| ------------------ | ------------------------- | --------- | --------- | ----------------- | ----------------- | ----------------- | ----------------- |
| San Khant Khant Su | 400 méteres gyorsúszás    | 4:54.89   | 35        |                   |                   | Nem jutott tovább | Nem jutott tovább |
| San Khant Khant Su | 800 méteres gyorsúszás    | 10:03.20  | 36        |                   |                   | Nem jutott tovább | Nem jutott tovább |
| San Su Moe Theint  | 50 méteres pillangóúszás  | 30.58     | 51        | Nem jutott tovább | Nem jutott tovább | Nem jutott tovább | Nem jutott tovább |
| San Su Moe Theint  | 100 méteres pillangóúszás | 1:10.62   | 52        | Nem jutott tovább | Nem jutott tovább | Nem jutott tovább | Nem jutott tovább |